# Wasserturm Malchin

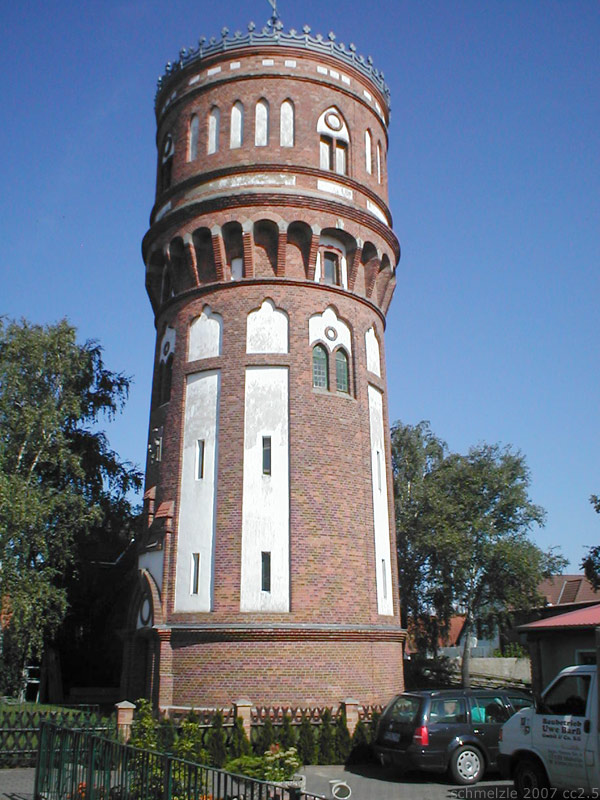
Wasserturm Malchin

Der Wasserturm Malchin in Malchin, an der westlichen Basedower Straße bei Nr. 43, stammt von 1902.
Das Gebäude steht unter Denkmalschutz.

## Geschichte

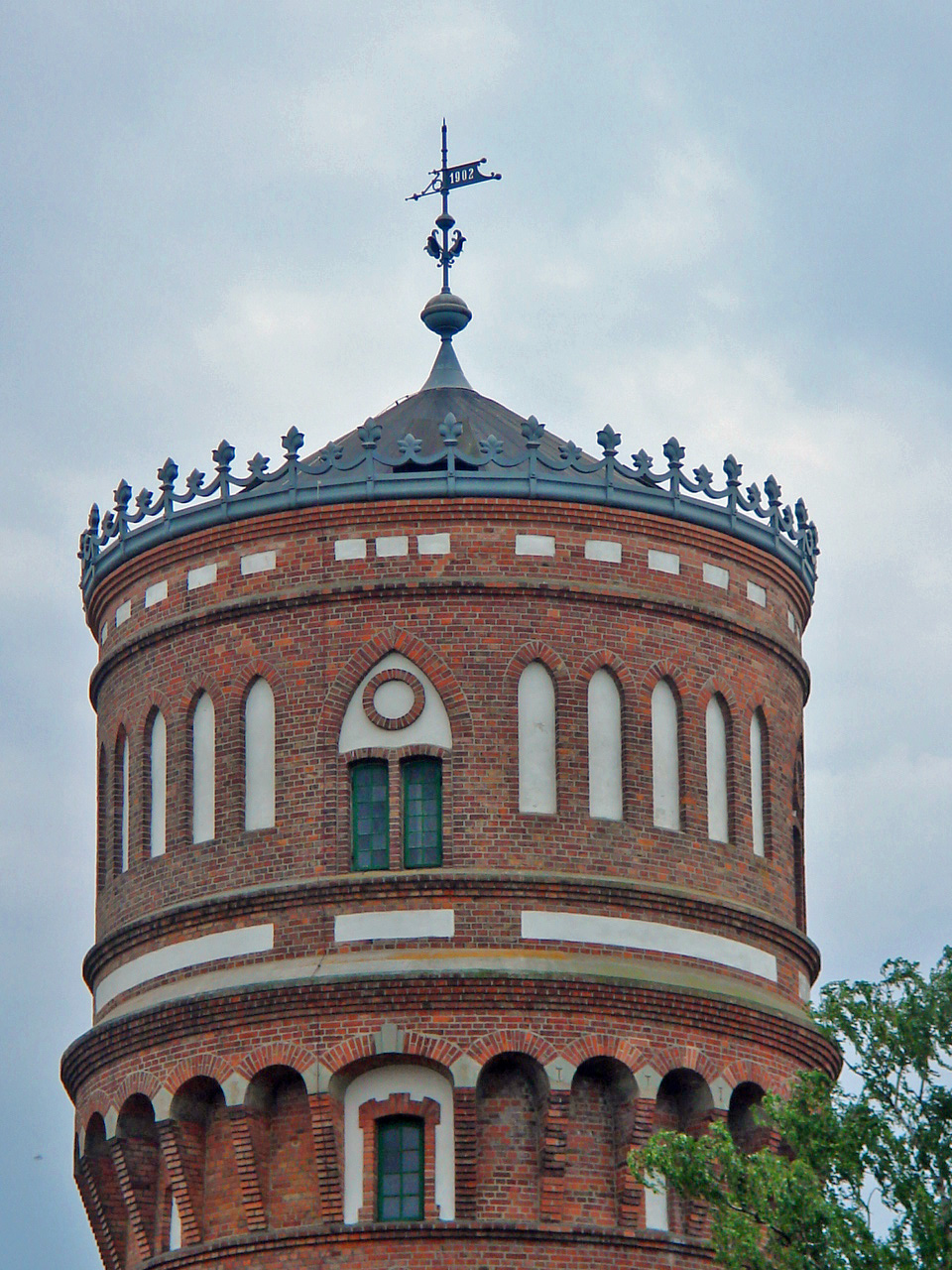
Turmkopf

Die Basedower Straße, eine Chaussee nach Basedow und Dahmen (heute L 20) war 1899 befestigt worden und an der Straße fand eine Bebauung statt.
Zur Wasserversorgung der Stadt Malchow wurde 1902 in der Nähe einer Windmühle ein markanter 25,5 m hoher und heute siebengeschossiger verklinkerter Wasserturm gebaut. Über dem Eingang ist das Wappen der Stadt Malchin. Zeitgleich entstanden die Maschinenhäuser des Wasserwerks vor dem Steintor. 1903 war die zentrale Wasserversorgung fertig und die Straßenkanalisation ausgebaut. 1930 entstand das alte Wasserwerk an der Gielower Chaussee, das 2020 saniert wurde.
Der seit 1980 nicht mehr betriebene Wasserturm wurde Mitte der 1990er Jahre durch einen Förderverein äußerlich saniert. 2006 verkaufte die Stadt das Wahrzeichen, um das Wohnen im Wasserturm zu ermöglichen. Bis 2014 wurde das Projekt durch einen privaten Bauherrn realisiert. Sechs Zwischendecken aus Stahlbeton und 52 neue Fenster entstanden in dem Bauwerk.

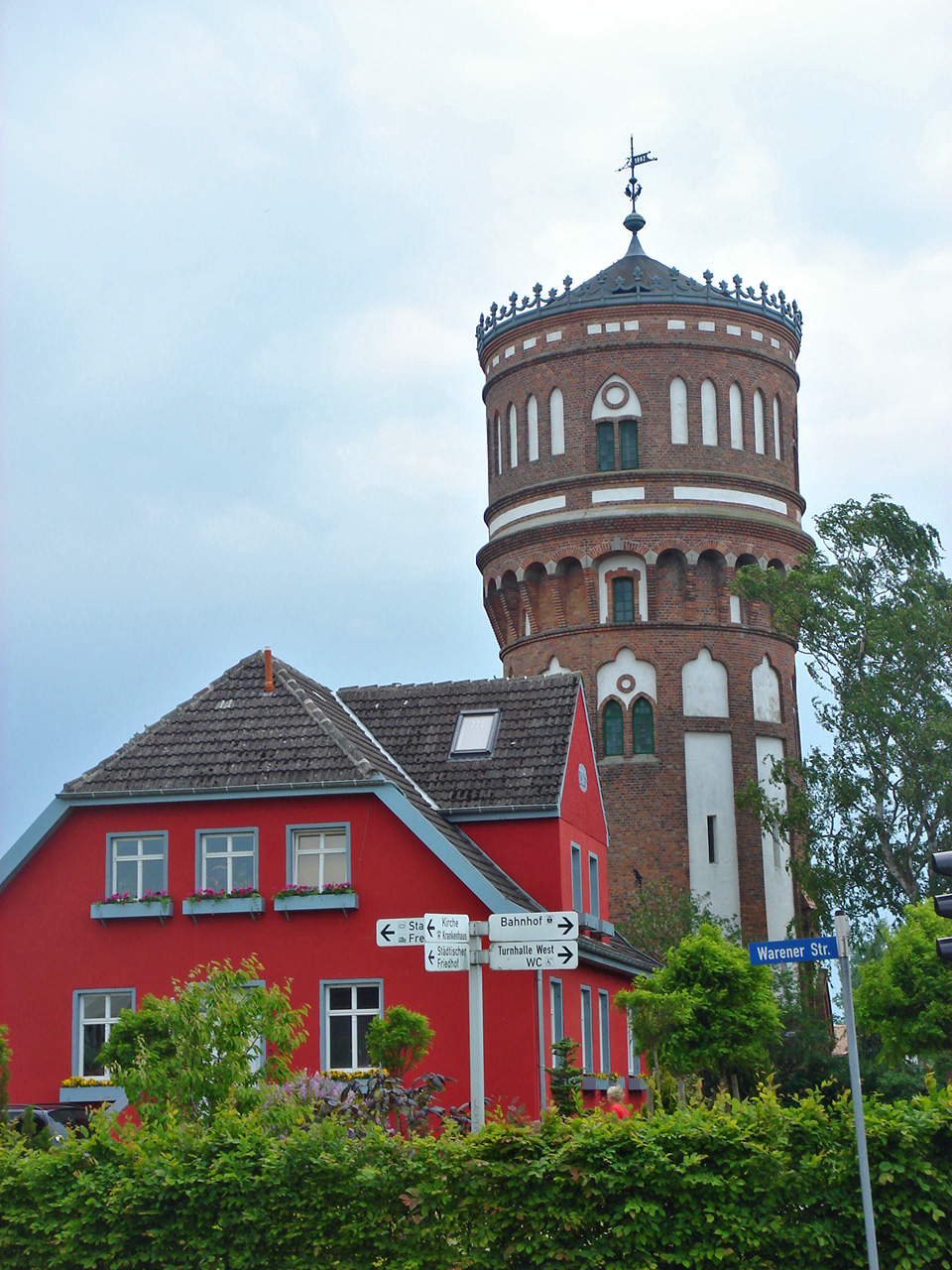
Wasserturm
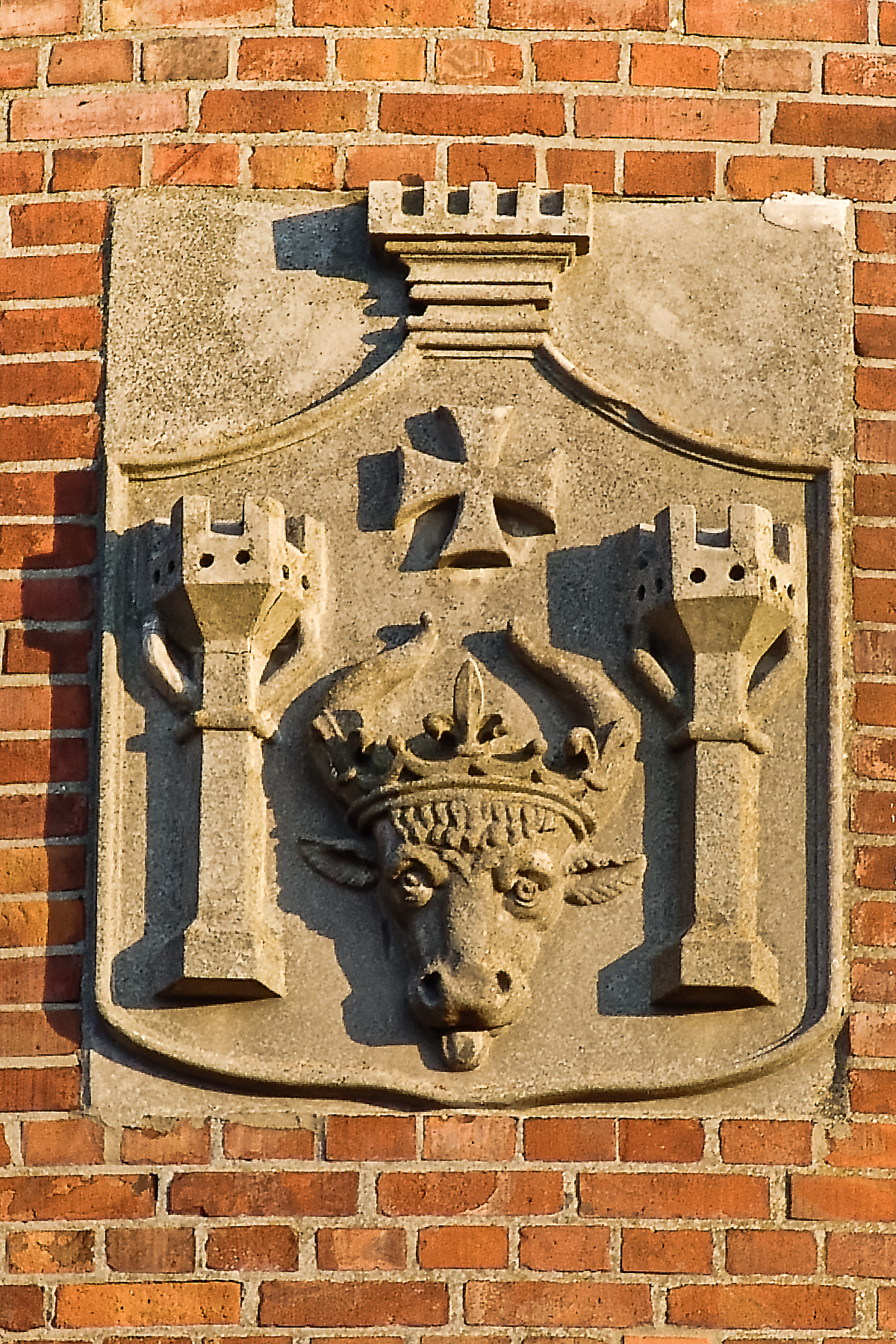
Stadtwappen